# 디자인DB
디자인DB(영어: Design DB)는 최신 디자인 트렌드와 연구 보고서, 기업·디자이너·학교 등 각종 디자인 관련 데이터베이스, 디자인업계 소식이나 디자인 종사자를 위한 정보 교류까지, 디자인과 관련된 모든 정보를 모아 제공하는 온라인 플랫폼으로 2000년 5월에 개설되었고 한국디자인진흥원이 운영한다.
산재한 디자인 자료를 정리하고 재가공하여 자료로서의 가치를 높이고 또한 집중 관리하여 디자인 프로젝트 수행 시 디자인 기초자료로 활용할 수 있도록 산업 디자인 관련 정보를 데이터베이스로 구축하는 데 목적이 있다.
사용자가 원하는 정보를 정확히 찾을 수 있도록 주제어 검색 기능을 제공하며, 대부분의 산업 디자인 자료가 이미지인 점을 고려하여 사용자가 특정이미지를 찾아보고 싶거나 자신이 제작한 디자인과 유사한 이미지를 찾아보고 싶은 경우, 해당 디자인을 분석하여 디자인이 가지고 있는 고유의 패턴을 비교함으로써 원하는 이미지를 쉽고 빠르게 검색할 수 있도록 구축되었다.

## 개설 배경
- 1980년대를 지나며 정보의 중요성에 대한 인식이 커지고, 디지털 정보의 축적 또한 중요해지자 KIDP는 1988년부터 1989년까지 검색 시스템을 자체 개발해 전산화했으며, 1988년 컴퓨터 시스템 운영을 위한 간담회를 진행했다.
- 1997년 산업디자인 정보화 프로젝트(Multimedia Industrial Design Aid System, MIDAS, 이하 마이다스프로젝트) 5개년 계획에 착수했다. 산업디자인 관련 정보를 수집, 가공 분석한 후 통신망을 통해 기업체와 디자이너 등, 정보 수요자에게 제공함으로써 디자인 신상품의 개발을 촉진하고, 해외 디자인 마케팅을 간접 지원해 수출 경쟁력을 제고시키는 산업디자인 정보 시스템 구축하는 것이 목적이었다.[1]
- 1997년 첫해 ‘기본 시스템 구축’을 시작으로, ‘디자인 정보기반 확대’, ‘디자인 정보화 정착 및 정보화 DB 지원 체제 확립’, ‘디자인 정보센터 운영’, ‘글로벌 디자인 네트워크 완성’까지 총 5년간 마이다스 프로젝트를 진행했다. 궁극적인 목적은 디자이너들이 디지털 환경과 인터넷 기술 기반을 통해 얻은 기술 정보를 디자인 정보 서비스로 개발, 공급하는 것이었다. 이를 위해 디자인이라는 범주에 들어갈 수 있는 모든 정보를 제공해 디자인에 대한 인식을 높이는 데 주안점을 주었다.[1]
- 그 결과 1998년 KIDP 홈페이지가 정식 오픈하고 2000년 마이다스 프로젝트의 산물로서 디자인디비닷컴이 개설되었다.

## 연혁
- 1998년 KIDP대표 홈페이지오픈
- 1999년 5월 제1회 조선일보 인터넷대상 디자인부문 대상 및 인기상 수상 : KIDP대표 홈페이지
- 2000년 5월 국내최초 디자인지식정보포털 디자인DB 웹사이트 오픈[3]
- 2000년 12월  제2회 조선일보 인터넷대상 기관부문 우수사이트 대상 디자인DB
- 2006년 11월 웹어워드코리아(한국인터넷전문가협회 주최) 공공서비스 부문 우수상 수상 : 디자인DB
- 2007년 12월 웹어워드코리아(한국인터넷전문가협회 주최) 공공서비스 부문 대상 및 인기상 수상 : 디자인DB[4]
- 2008년 11월 글로벌 디자인디비닷컴 오픈[5]
- 2011년 디자인DB 메인페이지 리뉴얼 디자인DB 메뉴구조 개선
- 2013년 KIDP대표 홈페이지 메인페이지 및 메뉴구조 개선
- 2017년 9월 디자인DB 모바일 과학기술정보통신부 굿콘텐츠 서비스 인증 획득
- 2018년 6월 디자인DB 웹사이트 과학기술정보통신부 굿콘텐츠 서비스 인증 획득
- 2019년 KIDP 대표홈페이지 전체 리뉴얼 : 정보접근성 강화
- 2020년 3월 디자인DB 전체 리뉴얼 : 데이터시각화, 빅데이터 활용[6]
- 2020년 11월 웹어워드코리아(한국인터넷전문가협회 주최) 콘텐츠이노베이션 부문 대상 수상 : 디자인DB[7]